# واجهة السرعة الأساسية

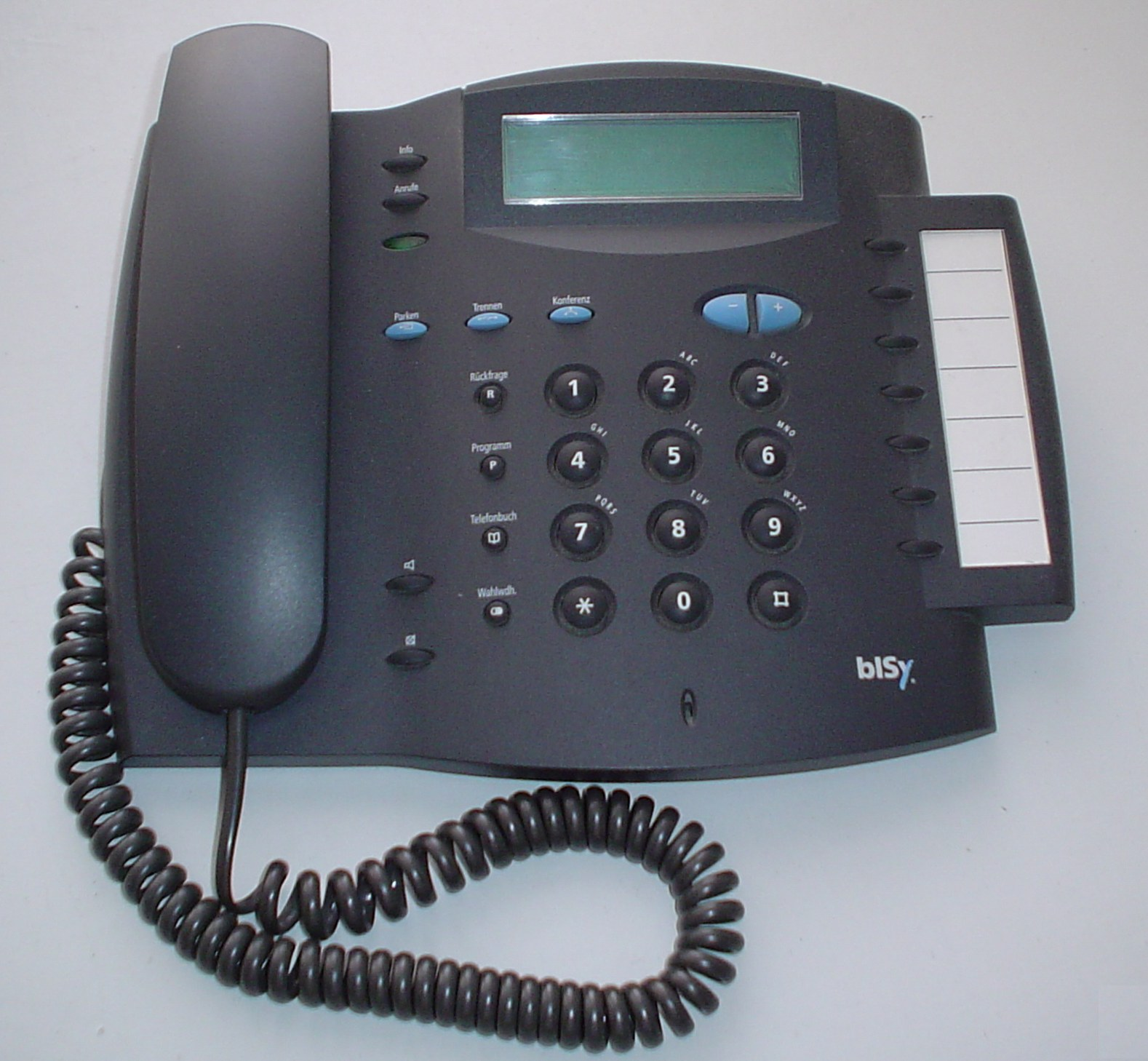

واجهة السرعة الأساسية (BRI, 2B+D, 2B1D) هي تشكيل للشبكة الرقمية للخدمات المتكاملة (ISDN) يهدف أساساً إلى استخدامه في خطوط المشتركين الشبيهة لتلك التي طالما استخدمت لخدمات الهاتف البسيط القديم. واجهة السرعة الأساسية BRI تقف على النقيض من واجهة السرعة الرئيسية (PRI) تشكيل يستخدم أيضا في الوصول إلى الشبكة ولكن يستخدم خطوط نقل أكثر قوة لتحمل معدل أعلى قليلا.
BRIويعرف في مستوى الطبقة المادية I.430 طبقة إنتاج الاتحاد الدولي للاتصالات (ITU). التشكيلBRI يوفر اثنين 64 كيلوبت في الثانية الواحدة قناة حامل (B channels) وقناة دلتا واحدة 16 كيلوبت في الثانية الواحدة (D channel). [1]  وتستخدم القنوات B في البيانات الصوتية أو بيانات المستخدم، وتستخدم القناة D لأي مزيج من البيانات ومراقبة / الإشارات، وحزمة الشبكات X.25. ويمكن تجميع قناتين B الحامل عن طريق قناة ربط توفر مجموع معدل البيانات 128 كيلوبت في الثانية الواحدة. خدمة الـ BRI ISDN عادة يتم تركيبها لخدمة الأعمال التجارية الصغيرة أو السكنية في العديد من البلدان.
بروتوكولI.430 يحدد 48 بت لضم الحزم 16 بت من قناة B1 و 16 بت من قناة B2 و 4 بت من قناة D، و12 بت تستخدم لأغراض التزامن. وترسل هذه الحزم بمعدل 4 كيلو هرتز، وتعطى معدلات البيانات المذكورة أعلاه لأقصى قدر ممكن من إنتاجية 144kbit كيلوبت في الثانية الواحدة. 
تسليم خدمة BRI عبر ثلاثة أنواع من الواجهات المادية. يتم ترميز الإشارات عن طريق أسلوبين للتضمين، 2B1Q في أمريكا الشمالية، و4B3T في أماكن أخرى.

## الواجهات المادية
معايير تكنولوجيا الشبكة الرقمية ISDN حددت ثلاثة أنواع رئيسية من الواجهات لخدمة واجهة السرعة الأساسية BRI :
- واجهة S/T (S0) تستخدم أربعة أسلاك وزوج منفصل من الأسلاك للوصلة الصاعدة (للإرسال) وزوج آخر للوصلة الهابطة. وهي الأكثر استخداما من الواجهات الثلاثة
- واجهة Up تستخدم زوج واحد من الأسلاك يستخدم نصف مضاعف تقسيم الوقت المزدوج (بروتوكول ping pong). وهو يستخدم من قبل العديد من أنظمة سنترالات الشبكة الرقمية ISDN PABX. تبعا لطول الكابل المستعمل، نوعين يتم تنفيذهم، وUpN Up0.
- واجهة Uk0 يستخدم زوج واحد من الأسلاك مع إلغاء الصدى للكابل الطويل الميلى بين تبادل الاتصال وانتهاء الشبكة.

## خط الترميز2B1Q
الترميز2B1Q هو المعيار المستخدم في أمريكا الشمالية. 2B1Q يعني أن يتم الجمع بين اثنين بت لتشكيل حالة خط واحد رباعى (signal رمز). 2B1Q يجمع بين اثنين بت في وقت واحد، وتمثلها واحدة من اربع مستويات الإشارة على الخط. معدل الإشارة، لذلك، يتم 80كيلو بود ومعدل الخط 160 كيلو بايت / ثانية. تعمل مع مجموعة التردد الأقصى (عرض النطاق الترددي) (bandwidth) من 40 كيلو هرتز.
الترميز2B1Q محددة في ANSI T1.601 و ETR 080، الملحقA يمكن أن يعمل لمساحة تصل إلى حوالي 18000 قدم (5.5 كم) مع خسارة حتى 42 dB. ونهاية المقاومة الداخلية 135 أوم. عند طرفى الخط لواجهة U. تقنيات إلغاء الصدى تسمح بعملية اللأزدواج الكامل على الخط. 
إرسال 2B1Q يمكن تعريفه بسهولة كبرنامج تضمين المطاول لنبضات التيار المستمر DC.

## خط الترميز 4B3Tـ
4B3T هو المعيار المستخدم في أوروبا والأماكن الأخرى في العالم. 4B3T هو «رمز الكتلة» "block code" الذي يستخدم العودة إلى حالات الصفر على الخط. 4B3T يحول كل مجموعة من 4 بتات البيانات إلى 3 «ثلاثي» "ternary" حالات إشارة الخط (3 رموز). معدل الرمز هو 3/4ths من معدل البيانات (120 كيلو باود).
يتم تعريف 4B3T في ETR 080، الملحقB ومعايير قومية أخرى، مثل 1TR220 الألماني. يمكن أن يتم إرسال 4B3T يبشكل موثوق به إلى 4،2كم على كابل 0,4 مم أو إلى 8,2 كم على كابل 0,6 مم. ونهاية مقاومة داخلية 150أوم. على طرفى الخط للواجهة U.. تقنيات إلغاء الصدى تسمح بعملية اللأزدواج الكامل على الخط.
في الترميز4B3T، وهناك ثلاث تقدم على الخط: نبضة موجبة (+)، نبضة سالبة (--)، أو حالة الصفر (لا نبضات: 0). القياس هنا هو أن عملية مشابهة لB8ZS أو 3HDB في نظم T1/E1، إلا أن هناك زيادة فعلية في معدل المعلومات من خلال ترميز 16حالة ثنائية محتملة إلى واحد من 27 حالة ثلاثية.
هناك طرق عديدة لتنفيذ هذا التحويل، ولكن معاييرBRI تحدد رمز معروف باسم MMS43 (حالة رصد التعديل 43).
شرط واحد مطلوب لخط الإرسال هو أنه لا ينبغي أن يكون هناك تيار مستمر على الخط، لذلك هناك بعض التبديلات الرمزية تعتمد على إرسال البت السابقة.